# Bandian

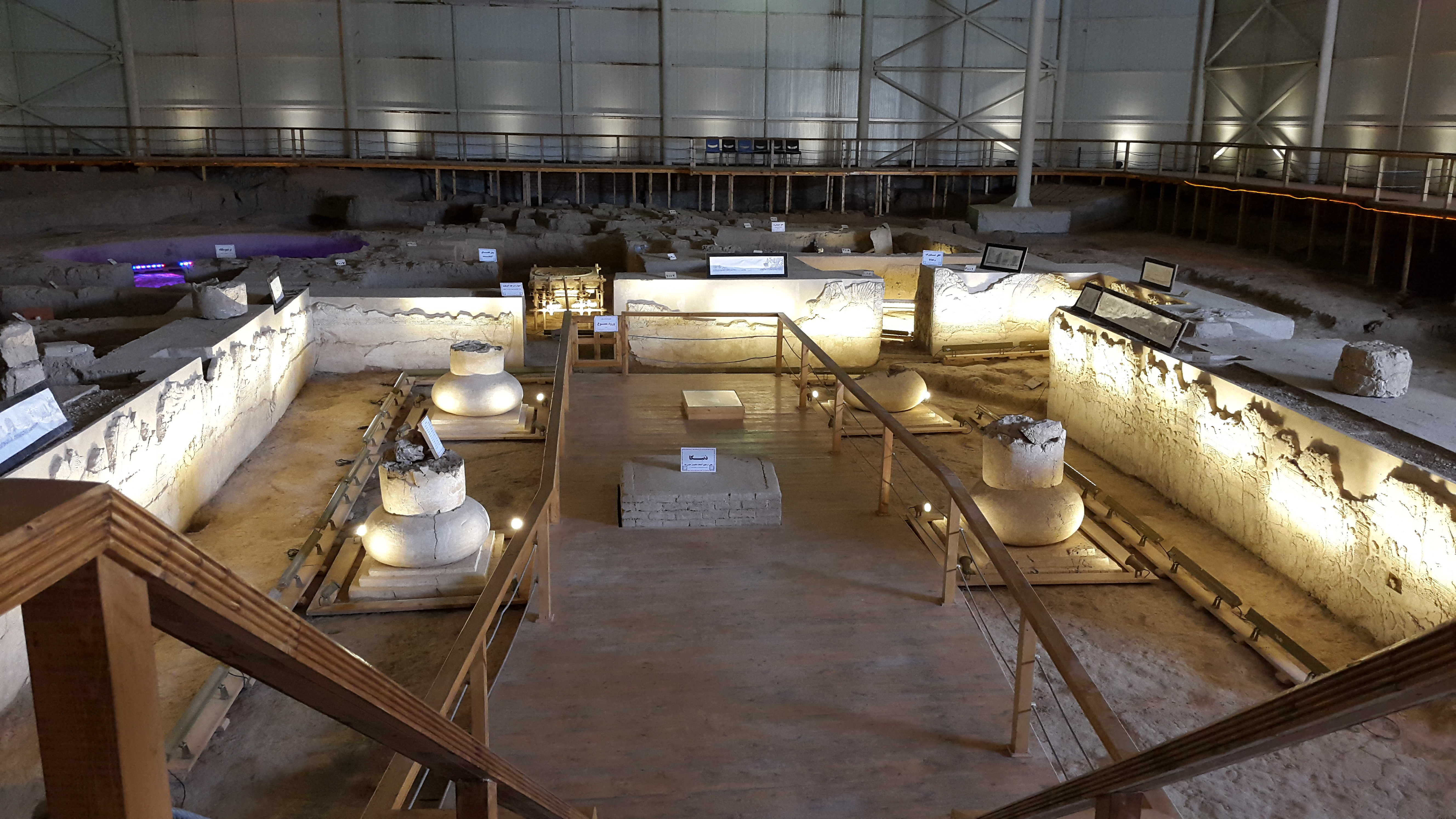
Die Ruinen des Hypostyls von Bandian

Bandian (auch Bandiyan, persisch بندیان, DMG Bandiān) ist ein sassanidischer Gebäudekomplex nahe Dargaz (ehemals Abiward) im Iran, der vor allem aus einem Hypostyl mit sieben Reliefs und fünf mittelpersischen Inschriften besteht und im 5. Jahrhundert erbaut wurde. Bandian ist der wichtigste bekannte sassanidische Fundplatz in Chorasan.
Nur die unteren Teile der Reliefs sind erhalten, sie enthalten jedoch viele, wenn auch undeutliche Informationen. Mehdi Rahbar zufolge ist der Gebäudekomplex ein Feuertempel, den Bahram V. nach seinem Sieg über die Hephthaliten bauen ließ. Philippe Gignioux zufolge ist das aber vermutlich ein Haus oder Palast, vielleicht des marzbans Weh-Mihr-Schabuhr.

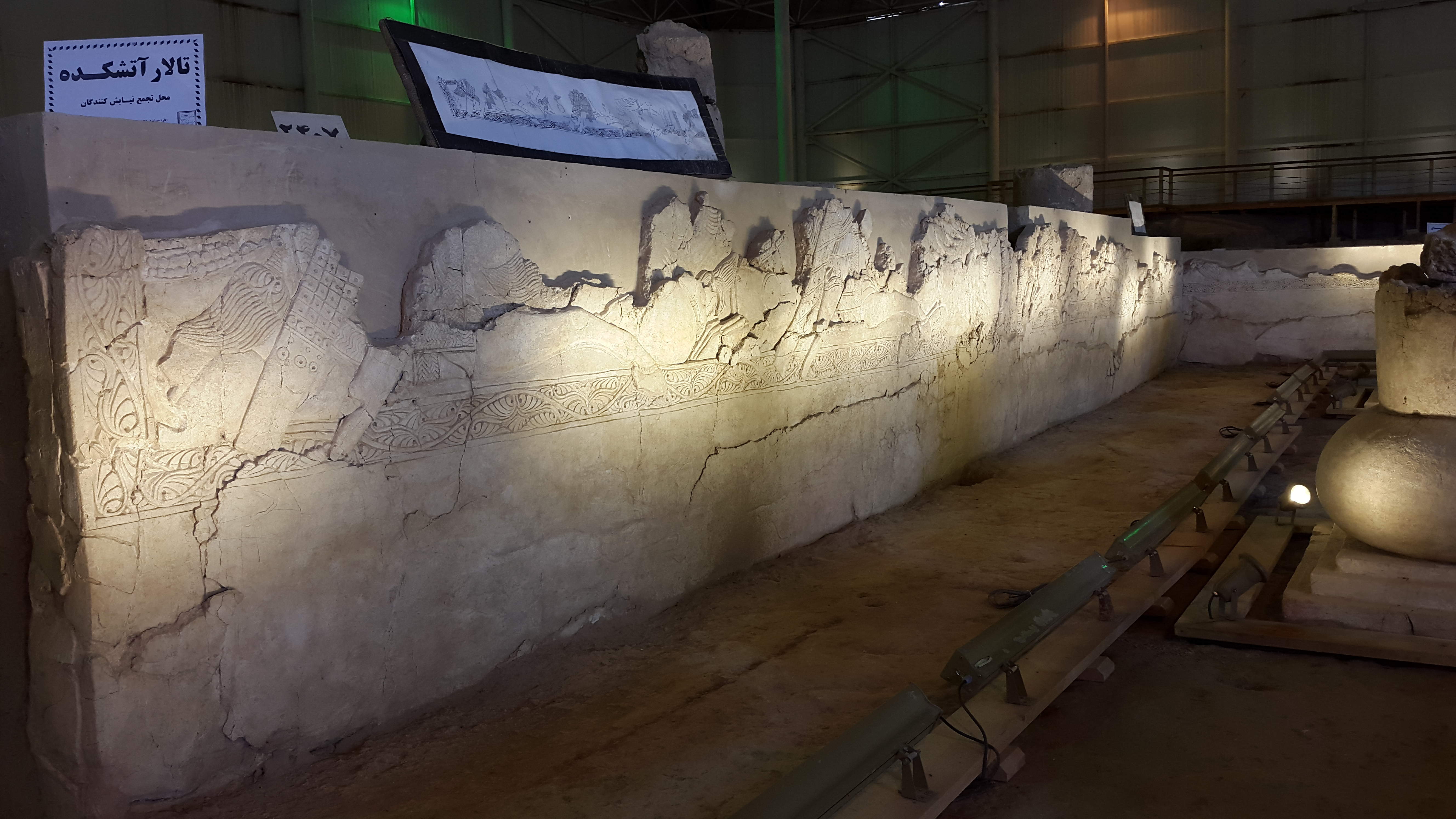
Die Jagdszene im Hypostyl
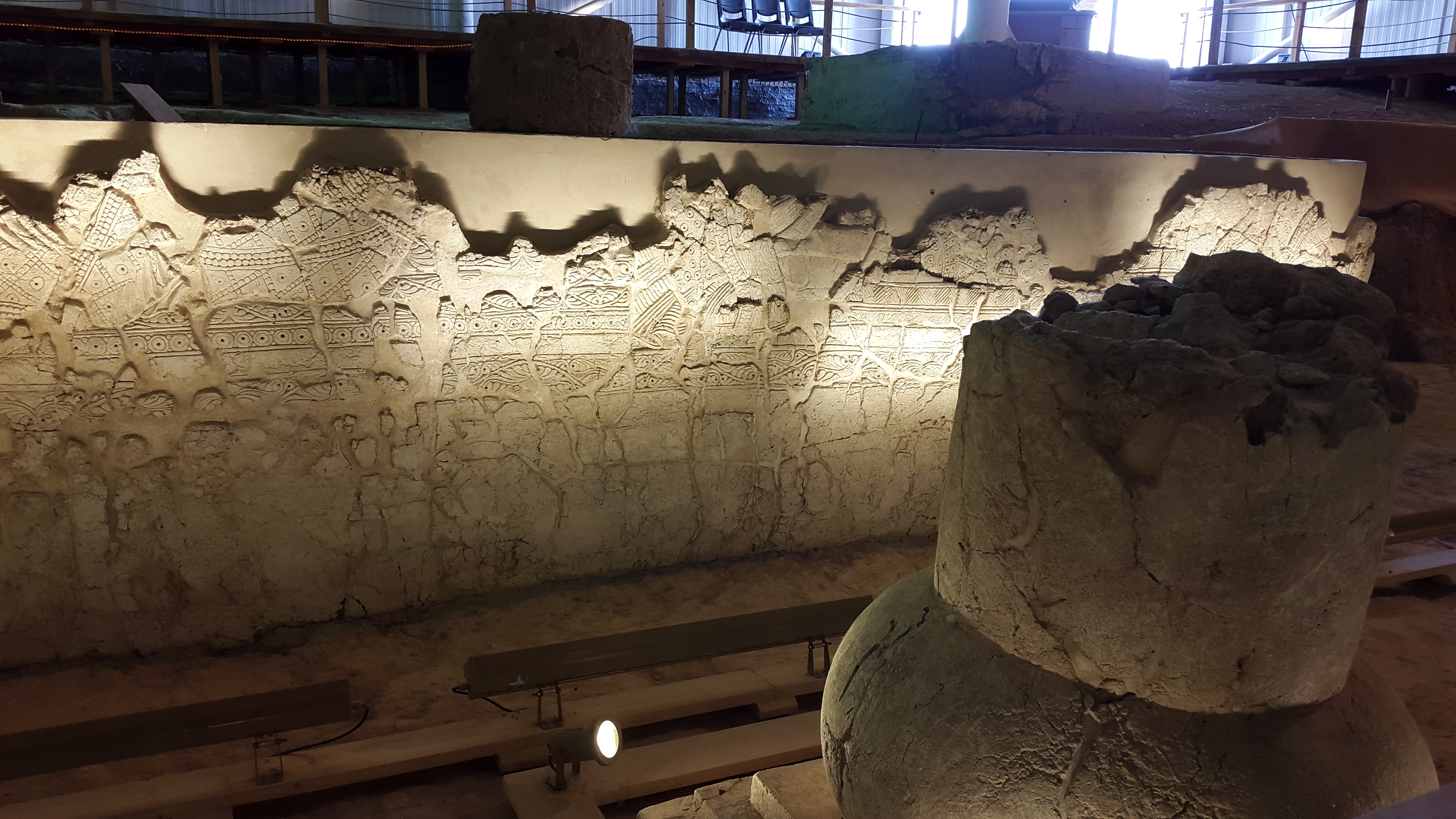
Relief im Hypostyl
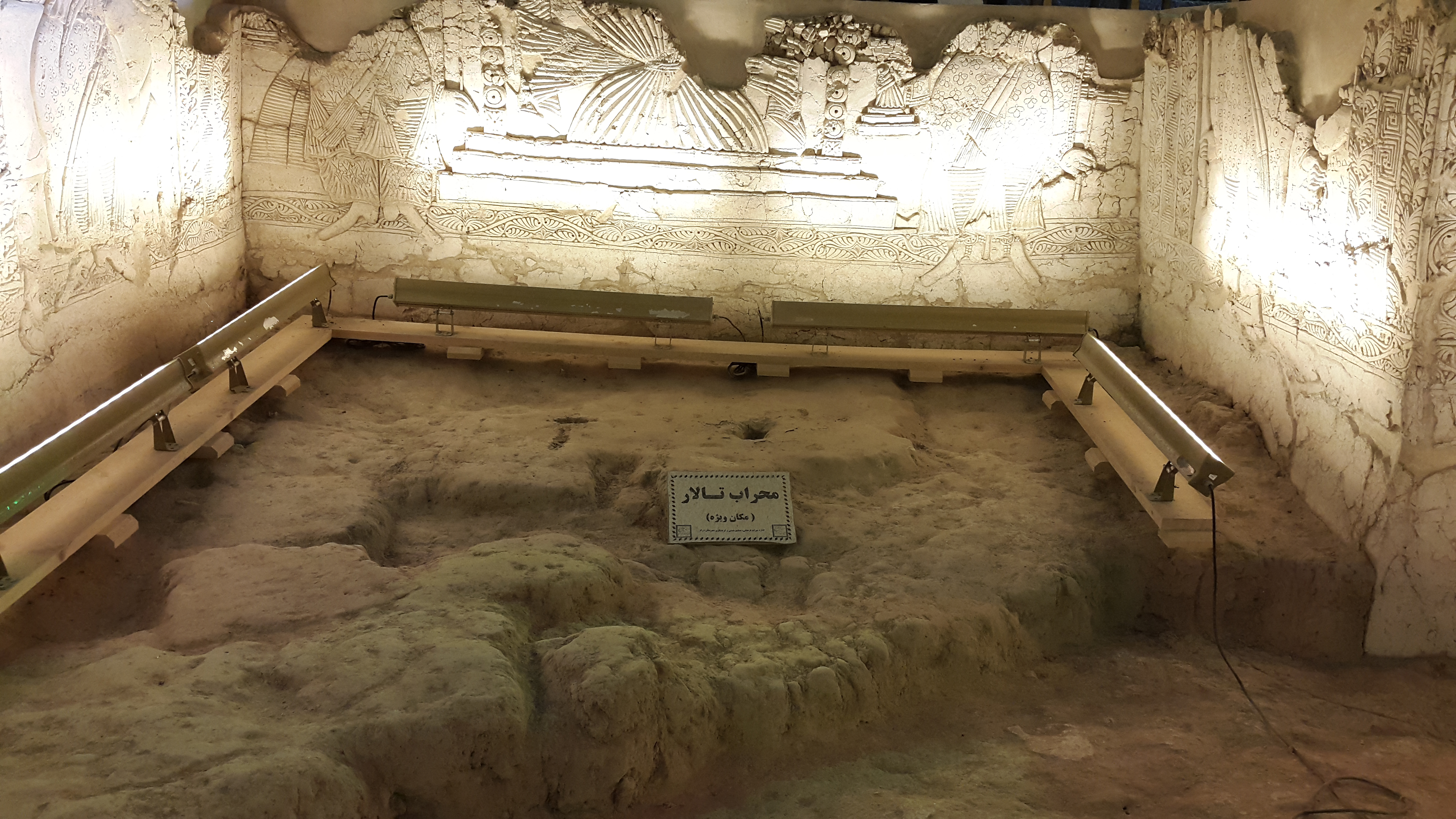
Der „Mihrāb“-Raum in der Ecke des Hypostyls
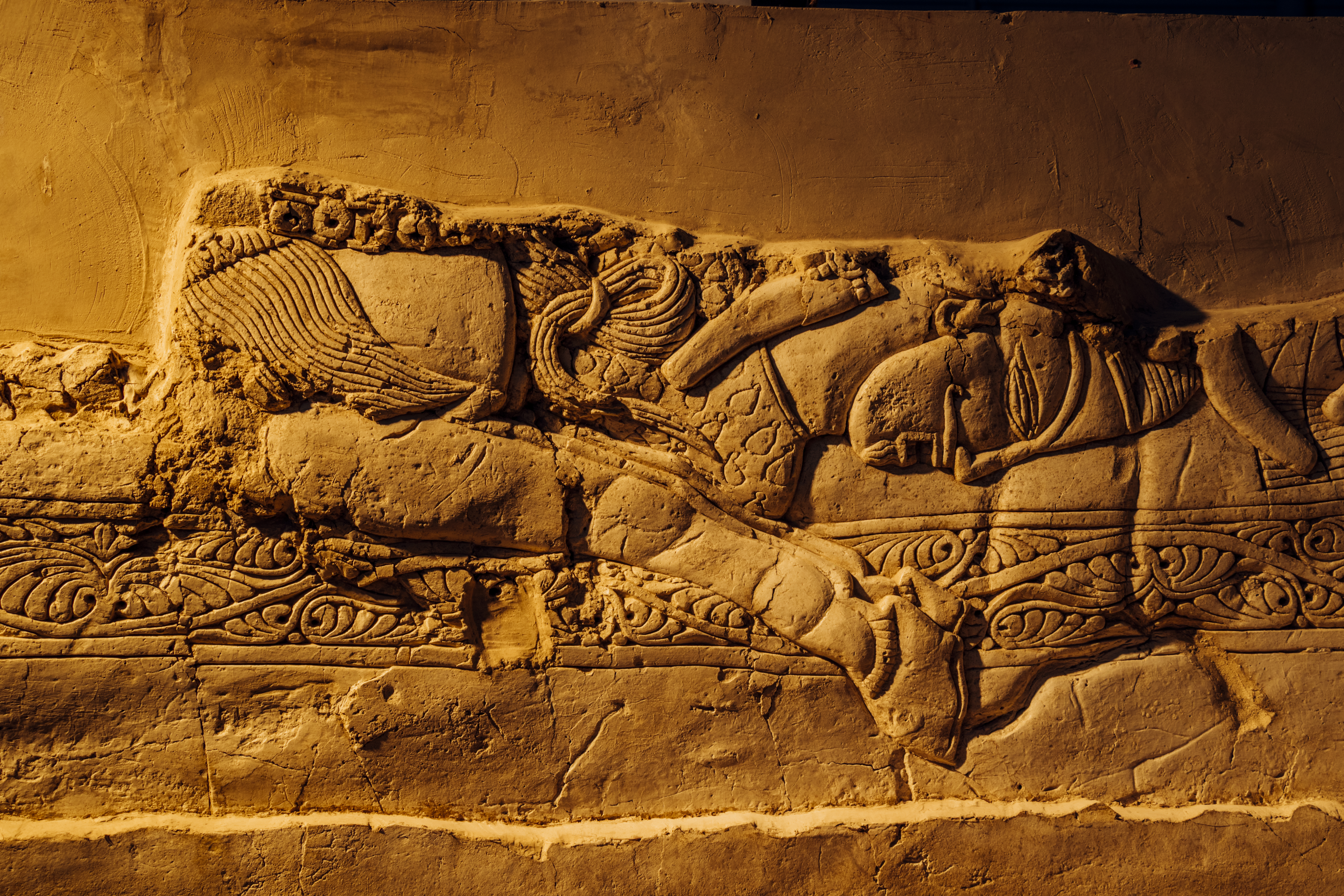
Der besiegte Hephthaliter
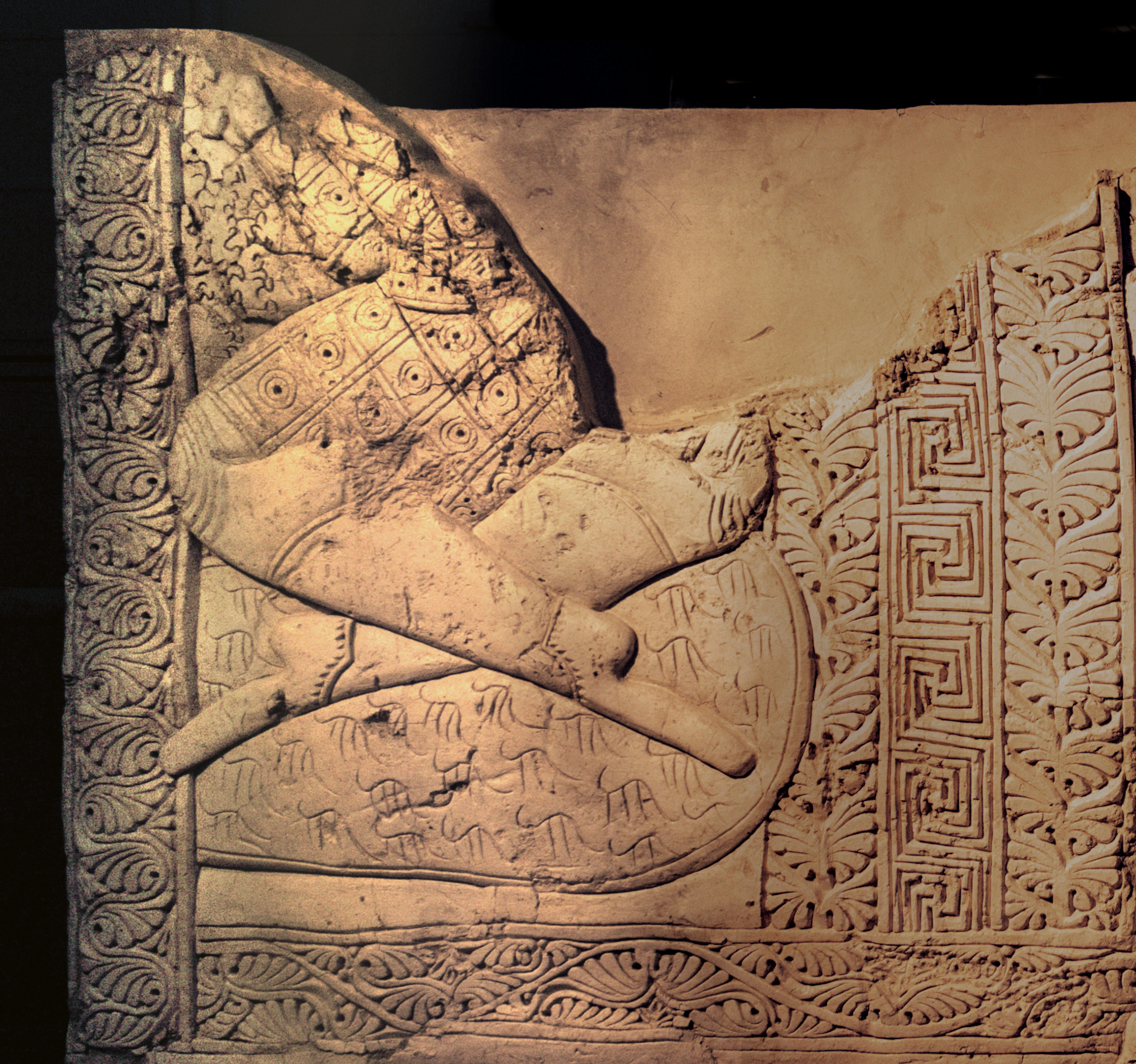
Der hephthalische Prinz. Eine Inschrift ist oben links.
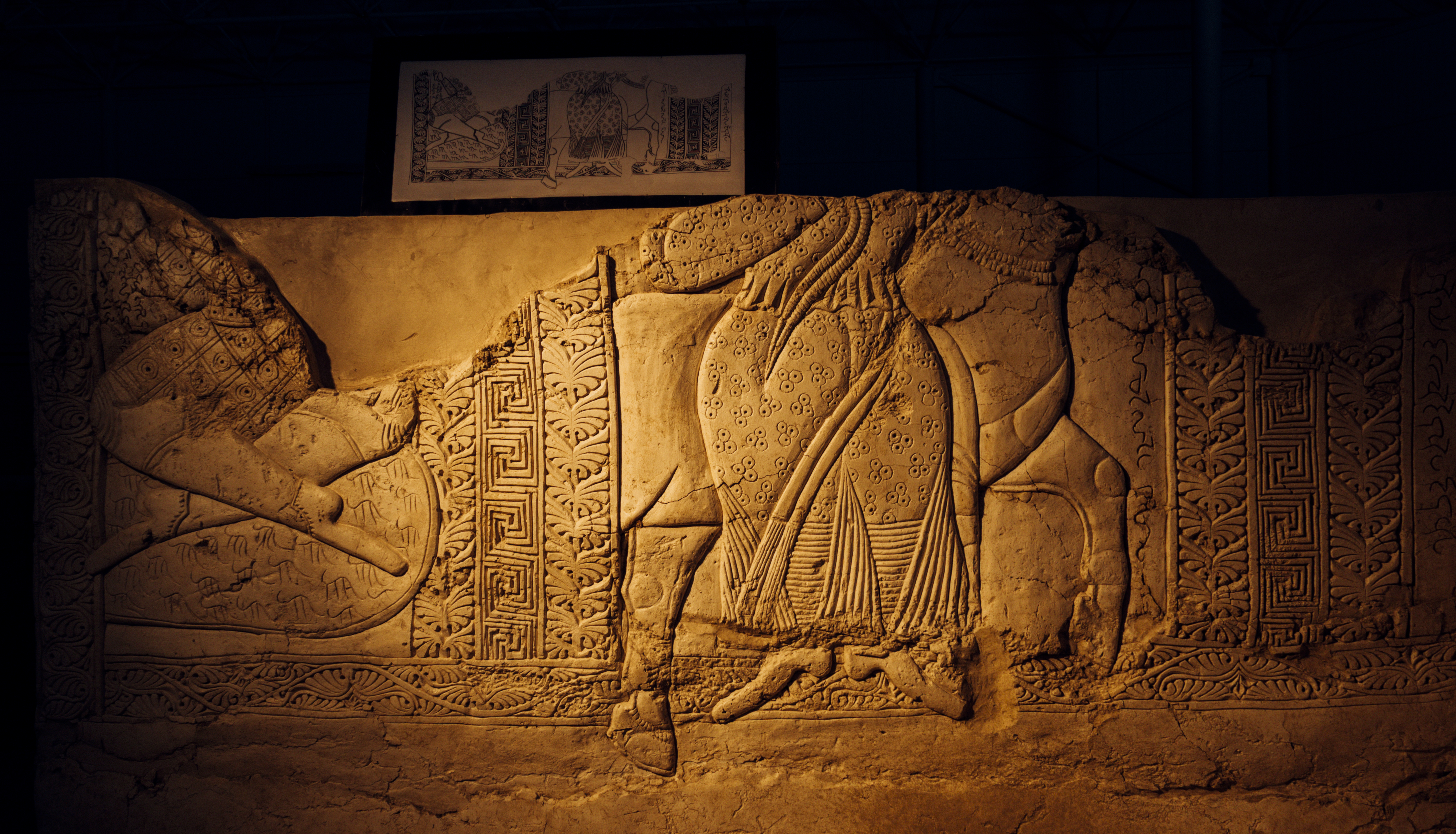
Drvaspa, die avestische Göttin der Pferde (laut Rahbar) oder eine hephthalische Edelfrau (laut Gignoux)
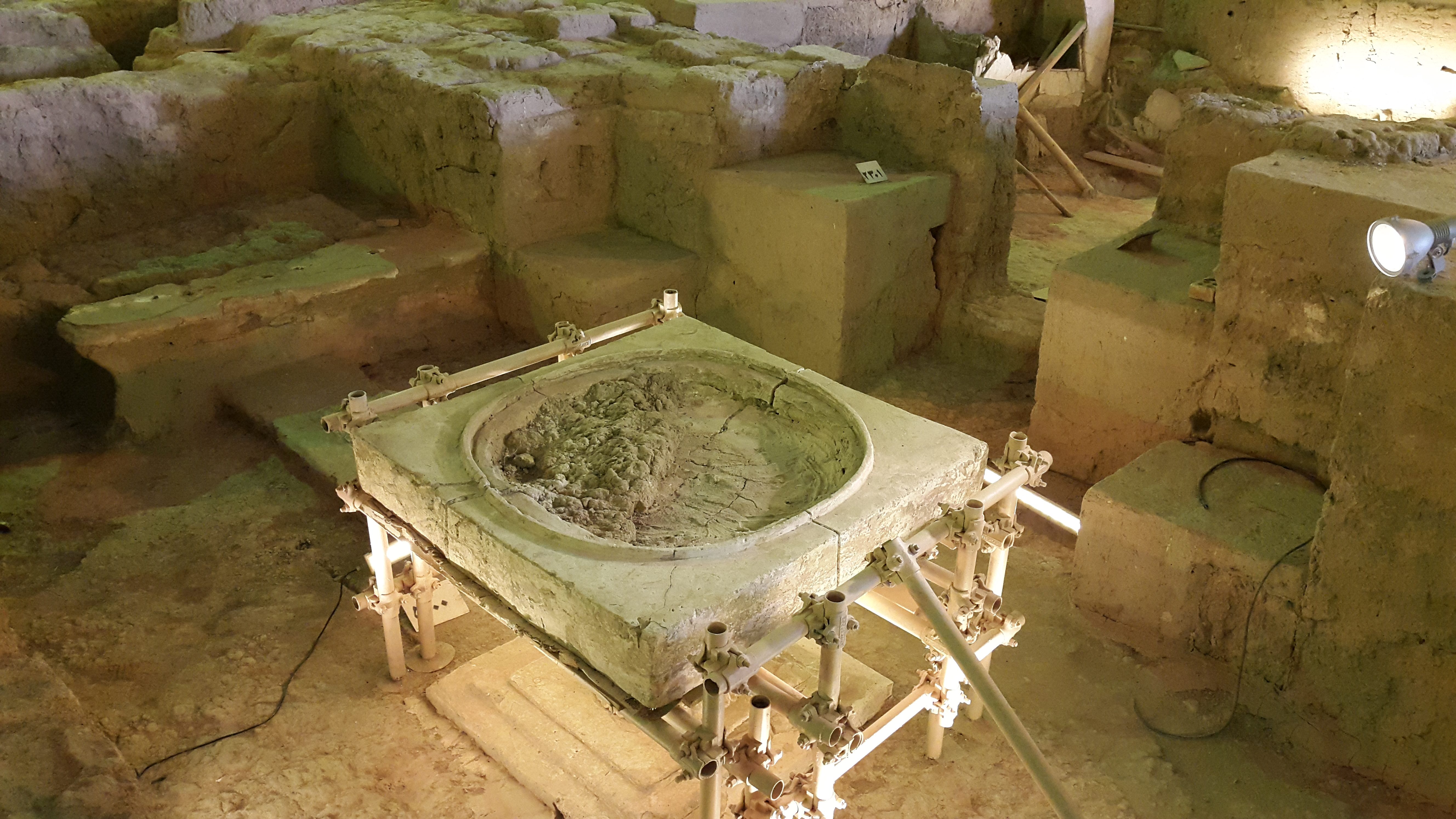
Der Feueraltar
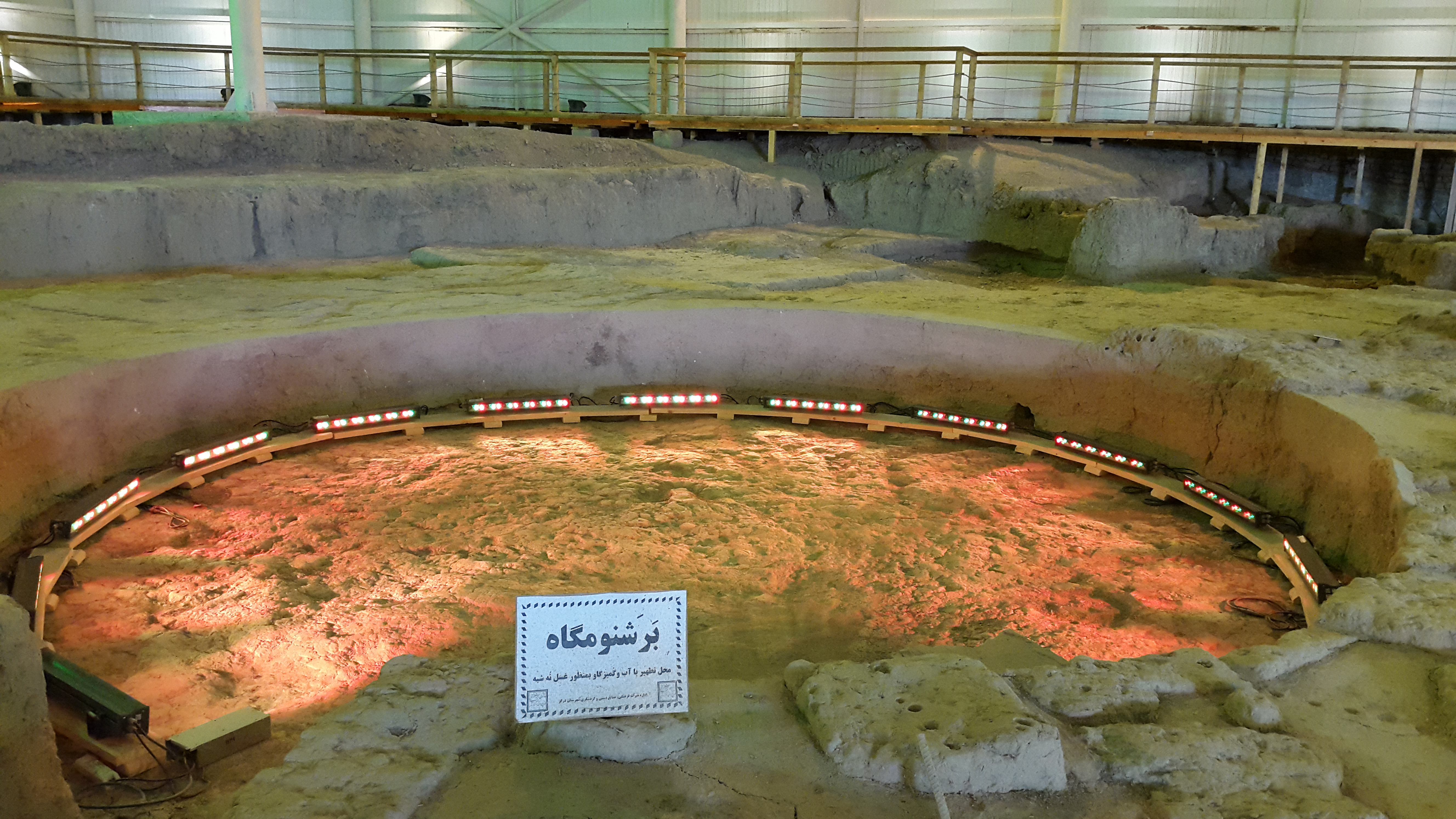
Baraschnumgah („Baraschnums-platz“)